# 笠原留美
笠原留美（日语：／ Kasahara Rumi，1970年3月8日—），日本女性配音員、旁白。出身於新潟縣。青二Production所屬。大阪藝術大學短期大學部媒體藝術學科兼任講師。身高162cm。A型血。

## 簡歷
小時候，笠原留美喜歡聽軟盤，從那時起她就想成為一名配音員。
中學時期，她曾考慮成為一名獸醫，但最終決定參加通識教育課程，並表示「我從來都不擅長科學和數學」。高中時期，她曾考慮成為幼兒園老師，希望能做自己喜歡的事情，因為她一直都很喜歡孩子。然而，她放棄了這個想法，擔心如果她做了自己喜歡的事情，一旦開始討厭這份工作，最終就會討厭自己喜歡的事情。最終，她跟隨母親的腳步，成為了一名美容師。高中畢業後，她說服母親搬到東京，就讀於日本美容專門學校，獲得了美容師執照，並在東京的一家美容院工作。
在聽說了一位在自己的美容院當顧客的配音員，並了解到一所配音訓練學校後，她就以第12期生的身份進入了青二塾東京校。從該學校畢業後，她加入了青二Production，並以配音員的身份出道。
她的第一部主演作品是OVA《幸運騎士 在世間的幸運冒險者們》（飾帕絲媞）。

## 人物
母親是一名美容師。
喜歡咖啡和動物，她的父母養綿羊和雞。在她的小學畢業論文中，她寫道她想成為一名獸醫。
緒方惠美、新山志保、石川英郎、阪口大助、山田真一與她同一時期加入青二Production。雖然個性與新山截然相反，但兩人有著相似的價值觀，相處得很好。
與石川英郎、三木真一郎組成演唱組合「RoST」，不定期進行演出。
音域：B—D。資格、執照：美容師執照。興趣：看足球。特長：鋼琴、書法。方言：新潟（上越）方言。

## 演出
粗體字表示主要角色。

### 電視動畫
1992年
- 麵包超人（1992年—2021年，蜂蜜、凱倫〈第5代〉、笹糰子妹妹）

1993年
- 奇天烈大百科（女大學生）
- GS美神（少女、辣妹）
- 小小男子漢（由香）

1994年
- 七海的堤可（瑪姬·塔夫特）
- 美少女戰士S（小卷、美春、經理、會員）

1995年
- 動畫世界的童話（日语：世界名作童話シリーズ ワ〜ォ!メルヘン王国）（艾莉斯）
- 恐龍冒險記（日语：恐竜冒険記ジュラトリッパー）（扭蛋[12]）

1996年
- 鬼太郎 (第4作)（葉子、紀子、杏子）
- 靈異教師神眉 (1996年版)（1996年—1997年，稻葉鄉子[13]）
- 魔法少女砂沙美（天野美紗緒）

1998年
- 機器人播音員 MAICO2010（日语：MAICO2010）（奈緒子）
- 金田一少年之事件簿（中島留美）
- 星方武俠Outlaw Star（日语：星方武侠アウトロースター）（克雷雅）
- 女棒甲子園（三田加奈子[14]）
- 神奇寶貝（1998年—2001年，麗子、露卡）

1999年
- 宇宙海盜大冒險（日语：宇宙海賊ミトの大冒険）（朗萬）2系列
- 地球防衛企業（入江靜香[15]）
- To Heart（1999年—2004年，宮內蕾咪[16]）2系列

2001年
- 通靈王 (2001年版)（加奈江）
- 永恆傳奇 THE ANIMATION（普菈媞亞）
- 魔法戰士李維（伊莎貝爾）

2002年
- 馭龍少年（朴朱里）

2003年
- 原子小金剛 (2003年版)（廣播、主播、宇宙局員、亡靈）
- 宇宙學園Stellvia（片瀨千秋）
- 空中大師（日语：エアマスター）（內海美加）
- 蒲公英之戀

2004年
- 怪傑佐羅力（2004年—2005年，狐狸媽媽）2系列
- 鋼之鍊金術師（馬堤爾）
- 名偵探柯南（2004年—2015年，常山美佐、上原美佐、麻里子、紫條麗華、澀谷夏子）
- 妄想代理人（蛭川妙子的母親）

2005年
- 黑輪君（日语：おでんくん）（大輔的母親）
- 機動新撰組 萌之劍 TV（早乙女美姬）

2006年
- 真仙魔大戰（龍宮女天）
- 甦醒的天空 -RESCUE WINGS-（日语：よみがえる空 -RESCUE WINGS-）（西田一美）

2007年
- 鬼太郎 (第5作)（2007年—2008年，雪女郎）
- 飛天小女警Z（菜菜子）
- 天保異聞 妖奇士（賣扇子的女性）
- 蟲之歌（杏本詩歌的母親）

2008年
- 我的狐仙女友（絡新婦）
- 記憶女神的女兒們（女情報屋）

2009年
- 洋葱和尚朝太郎（日语：ねぎぼうずのあさたろう）（小桃的母親）
- ONE PIECE（2009年—2012年，夏露莉雅宮、艾茵、阿爾帕奇諾）

2010年
- 數碼寶貝合體戰爭（2010年—2011年，丁香獸）2系列

2011年
- 刀鋒戰士（女吸血鬼）

2015年
- 櫻桃小丸子 (第2期)（2015年—2021年，廣告歌曲、百合子、巴士導遊〈鶴子〉、桑田的姊姊、西部的太太）

2019年
- 龍族拼圖（2019年—2020年，尾形）

2020年
- Asatir 未來的傳說故事（日语：アサティール 未来の昔ばなし）（阿爾喬哈拉）

### 電影動畫
- Make Up！水手戰士（1993年，綾）
- 劇場版 灌籃高手（日语：スラムダンク (1994年の映画)）（1994年，應援團隊長）
- (超) 劇場版！靈異教師神眉（1996年，稻葉鄉子）
- 靈異教師神眉：午夜0點，神眉必死！（1997年，稻葉鄉子）
- 靈異教師神眉：恐怖的暑假!! 妖海傳說！（1997年，稻葉鄉子）
- 大盜五右衛門：拯救地球大作戰（日语：アニメがんばれゴエモン）（1998年，八重）
- 天地無用！in LOVE 2 遙遠的思念（1999年）
- 劇場版 幸運女神（2000年，艾爾）
- 名偵探柯南：純黑的惡夢（2016年，廣播）
- 名偵探柯南：緋色的彈丸（2021年，護士）

### OVA
- 哭泣殺神（1988年，王我慈）
- 機神兵團（日语：機神兵団）（1992年，帕爾）
- 幸運騎士 在世間的幸運冒險者們（日语：フォーチュン・クエスト）（1993年，帕絲媞）
- （1995年，青田麥子）
- 魔法少女砂沙美（1995年，天野美紗緒）
- 孃樣搜查網（1996年，妮娜·基洛夫）
- 酷哥爆走族（日语：荒くれKNIGHT）（1997年，花澤小梅[17][18]）2作品
- 櫻花通信（1997年，夏樹香美）
- 靈異教師神眉（1998年—1999年，稻葉鄉子）3作品
- 機動新撰組 萌之劍（2003年，早乙女美姬）
- 櫻花大戰 New York·紐約（日语：サクラ大戦 ニューヨーク・紐育）（2007年，大河雙葉）
- “文學少女” 回憶篇II -漫舞天使的鎮魂曲-（2010年，情婦）

### 網路動畫
- 美少女戰士Crystal（2015年，貝爾潔）

### 遊戲
1992年
- 魔法少女Silky Lip（日语：魔法の少女シルキーリップ）（莉梅菈）
- 超時空要塞 永遠的情歌（日语：マクロスシリーズ (ゲーム)）

1993年
- COTTOn（日语：コットン (ゲーム)）（西路克）[注 1]

1994年
- CAL III（艾莉絲）
- 彌涅耳瓦公主（美津諾）
- 美少女戰士（日语：美少女戦士セーラームーン (ゲーム)）（春日清美）[注 1]

1995年
- 同級生（仁科胡桃）

1997年
- 戀愛物語（日语：エーベルージュ）（海倫·奈芙蒂、博物館鏽跡）
- 大盜五右衛門 桃山幕府之舞（日语：がんばれゴエモン〜ネオ桃山幕府のおどり〜）（八重[來源請求]）
- CRIME CRACKERS2（日语：クライムクラッカーズ2）（莉莎）
- 靈異教師神眉（稻葉鄉子）
- 龍騎士4（海仙女）
- 特勤機甲隊2（茱莉·拉伯格）
- Money Idol Exchanger（日语：マネーアイドルエクスチェンジャー）（嵐崎圓〈Every Worker〉）
- 魔法少女砂沙美 ～恐怖體檢！核爆前5秒!!～（美沙緒[19]）
- 金屬天使3（淺川小夜乃[20]）
- 雷弩機兵蓋布拉夫（日语：雷弩機兵ガイブレイブ）（桃）
- 惑星攻機隊 Little Cats（美里·西蒙）
- 改造町人 零（紅豆）

1998年
- 戀愛物語 特別篇 ～戀愛與魔法的學園生活～（海倫·奈芙蒂）
- 孃樣特急（日语：お嬢様特急）（艾琳娜·尤里·諾迪斯、神岡忍）
- 大盜五右衛門 綾繁一家的黑影（日语：がんばれゴエモン〜来るなら恋! 綾繁一家の黒い影〜）（八重[來源請求]）
- 大盜五右衛門 道中除妖記（日语：がんばれゴエモン〜でろでろ道中 オバケてんこ盛り〜）（八重[來源請求]）
- 星海遊俠 第二個故事（琪莎特·馬迪索、菲力亞）
- 魔法少女砂沙美 ～內心感受～（美沙緒[19]）

1999年
- 大盜五右衛門 雙六之魂（日语：ゴエモン もののけ双六）（八重[來源請求]）
- Sonata（日语：ソナタ (ゲーム)）（ZX1-KANARE、黃金香流、金城香流）
- Dancing Blade 任性桃天使！II ～Tears of Eden～（密札爾、丙姬）
- To Heart（宮內蕾咪[21]）

2000年
- 青澀寶貝2（日语：センチメンタルグラフティ2）（黑川真理）
- 大盜五右衛門 冒險時代活劇（日语：冒険時代活劇ゴエモン）（八重）

2001年
- 大盜五右衛門 大江戶大回轉（日语：がんばれゴエモン〜大江戸大回転〜）（八重）
- 莉莉的鍊金工房 ～薩爾博格之鍊金術士3～（艾露莎·海生[22]）
- 洛克人X6（艾莉亞）
- WEAK NESS HERO TORAUMAN（日语：ウィークネスヒーロー トラウマン）（後川桃子）

2002年
- 機動新撰組 萌之劍（早乙女美姬）

2003年
- 真·三國無雙3（2003年—2004年，月英）3作品[系列 1]
- 信長之野望Online（女性玩家角色8號、10號聲音）
- 鋼之鍊金術師 無法飛翔的天使（日语：鋼の錬金術師 翔べない天使）（賣花少女）
- 洛克人X7（艾莉亞、「純正之狂暴」魯莽袋鼠）

2004年
- 櫻花大戰物語 ～神秘的巴黎～（日语：サクラ大戦物語 〜ミステリアス巴里〜）（艾爾莎·福樓拜）

2005年
- 大盜五右衛門 大江戶天狗歸來之卷（日语：がんばれゴエモン 東海道中 大江戸天狗り返しの巻）（八重）
- 櫻花大戰5 ～再見，吾愛～（日语：サクラ大戦V 〜さらば愛しき人よ〜）（大河雙葉）
- 真·三國無雙4（2005年—2006年，月英）3作品[系列 2]
- 洛克人X8（艾莉亞）

2006年
- 雀·三國無雙（日语：雀・三國無双）（月英）

2007年
- 真·三國無雙5（2007年—2009年，月英、自創武將〈勇敢〉）2作品[系列 3]
- 無雙OROCHI（2007年—2009年，月英）3作品[系列 4]

2008年
- 最終護花使者2 ～深夜甜蜜之刺～（日语：ラスト・エスコート）（櫻木友惠）

2010年
- 真·三國無雙 連袂出擊2（月英）

2011年
- 少女瘋狂大射擊X（日语：オトメディウス エクセレント!）（衛門8）
- 真·三國無雙6（2011年—2012年，月英）4作品[系列 5]
- 真·三國無雙 NEXT（月英）
- 無雙OROCHI 2（2011年—2013年，月英）4作品[系列 6]

2012年
- 英雄幻想曲（日语：ヒーローズファンタジア）（伊莎貝爾[23]）

2013年
- 真·三國無雙7（2013年—2014年，月英[24][25]）3作品[系列 7]

2015年
- 人中之龍0 誓約的場所

2018年
- 星海遊俠 回憶（日语：スターオーシャン:アナムネシス）（琪莎特·馬迪索）
- 真·三國無雙8 （2018年—2021年，月英）2作品[系列 8]
- 無雙OROCHI 3（月英）

2020年
- 洛克人X DiVE（日语：ロックマンX DiVE）（2020年—2023年，艾莉亞[26]）

2023年
- 星海遊俠 第二個故事R（琪莎特·馬迪索[27]）

2025年
- 真·三國無雙 起源（月英[28]）

### 廣播劇CD
- Audio RPG 超龍戰記超龍騎士（日语：超龍戦記ザウロスナイト）（傑塔）
- 星海遊俠 第二個故事2（琪莎特·麥迪遜、艾拉諾的母親）
- 天使禁獵區系列（貝魯蓓蘿／貝魯）
- HYPER杏奈（日语：ハイパーあんな）（金子光惠）
- 女棒甲子園 CD廣播劇 燃燒對決！赤裸裸的9人（三田加奈子[29]）
- 地球防衛企業實錄！(株)21世紀警備保障 新年度大宴會（入江靜香）

### 外語配音

#### 電影
- 看狗在說話之舊金山歷險記
- 血染的搖籃（英语：Mother's Boys）
- 鬼哭神號（卡洛·安·弗里林〈海瑟·歐羅克〉）※朝日電視台版。
- 同居大作戰（英语：Roommates (1995 film)）（莉莎）
- 崔蒂的真實告白（英语：Tru Confessions）

### 特攝影集
- 電光超人古立特（時報的聲音）

### 廣播節目
- 電擊大作戰（日语：電撃大賞）
- 笠原留美的今晚也很舒暢
- 延年&留美的點到為止電台（日语：延年&留美の寸止めラジオ）

### 舞台劇
2007年
- 櫻花大戰 紐約Revue show ～唱歌吧♪大紐約♪2～[30]（大河雙葉）

2008年
- 櫻花大戰 紐約Revue show ～唱歌吧♪大紐約♪3～ Last Show[31]（大河雙葉）

2011年
- 櫻花大戰 紐約星組Live 2011 ～星之繼承者～[32]（大河雙葉）

2012年
- 櫻花大戰 紐約星組Show 2012 ～在不忘記一個人的世界～[33]（大河雙葉）

2013年
- 櫻花大戰 紐約星組Show 2013 ～Wild West·希望～[34]（大河雙葉）

2014年
- 櫻花大戰 紐約星組Show 2014 ～享受從現在開始～[35]（大河雙葉）

2015年
- 劇團岸野組公演

2025年
- 朗讀劇「立讀 -最終卷-」[36]

### CD
- RUMing（1995年5月25日）
- （1995年6月25日）電擊大作戰片尾主題曲

### 旁白
- 發掘！真有其事大百科（日语：発掘!あるある大事典）
- 猿知惠（日语：サルヂエ）
- 在秋葉原的勝負！Code Geass祭
- 有趣的園藝入門（日语：趣味の園芸ビギナーズ）
- 有趣的園藝（日语：趣味の園芸）
- Challenge！Hobby（日语：チャレンジ!ホビー）
- 週日大綜藝（日语：日曜ビッグバラエティ） 著名的後街餐廳 PART3
- 花丸市場（日语：はなまるマーケット）
- 三枝一座劇團來了！（日语：三枝一座がやってきた!）

### 柏青哥、角子機
- CR靈異教師神眉（稻葉鄉子）

### 其它
- 黑神 The Animation 藍光 6、7卷 特典影像 聲音漫畫「another story of 黑神」（瑛月）
- 惡靈古堡 廣播劇專輯 ～浣熊市的命運～ Vol.1

## 腳註

## 外部連結
- 笠原留美｜青二Production （日語）
- PEOPLE INTERVIEW （日語）